# Bernhard Lilja
Bernhard Josef Lilja, född 2 januari 1895, död 26 mars 1984, var en svensk pianist och tonsättare.
Lilja var elev vid Kungliga Musikkonservatoriet mellan 1915 och 1919. Han var pianolärare vid Karl Wohlfarts musikskola 1918–1927, lärare i musikteori vid Richard Anderssons musikskola 1933–1943, pianolärare vid Operaskolan 1936–1943, pianolärare vid Musikkonservatoriet 1931–1938 samt i musik- och gehörslära där 1928–1960. Lilja invaldes den 24 februari 1949 som ledamot 656 av Kungliga Musikaliska Akademien. Han tilldelades professors namn 1954.